# Alberto Grimaldi
Alberto Grimaldi (* 28. März 1925 in Neapel, Kampanien; † 23. Januar 2021 in Miami, Florida) war ein italienischer Filmproduzent.

## Leben
Grimaldi, der von Hause aus Rechtsanwalt war, begann in den 1960er Jahren mit der Produktion von Spielfilmen. Durch die Produktion zahlreicher Klassiker des Italowestern und publikumsträchtiger, aber auch kontroverser Filme von Regisseuren wie Sergio Leone, Bernardo Bertolucci, Federico Fellini und Pier Paolo Pasolini ermöglichte Grimaldi dem italienischen Film der 1960er und 1970er Jahre weltweite Aufmerksamkeit. Diese Kinofilme wurden von dem Filmunternehmen United Artists verliehen. Einzige Ausnahme ist Ginger und Fred, der von der United Artists-Mutterfirma Metro-Goldwyn-Mayer in den Vereinigten Staaten verliehen wurde.
2002 war Grimaldi an dem Martin-Scorsese-Film Gangs of New York als Produzent beteiligt.

## Filmografie (Auswahl)
- 1962: Zorro, der schwarze Rächer (Cabalgando hacia la muerte)
- 1963: Die drei Unerbittlichen (Tres hombres buenos)
- 1964: Das Gesetz der Zwei (I due violenti)
- 1964: Die 7 aus Texas (Antes llega la muerte)
- 1965: Der Sohn von Jesse James (El hijo de Jesse James)
- 1965: Für ein paar Dollar mehr (Per qualche dollaro in più)
- 1966: 100.000 Dollar für einen Colt (La muerte cumple condena)
- 1966: Zwei glorreiche Halunken (Il buono, il brutto, il cattivo)
- 1967: Der Chef schickt seinen besten Mann (Requiem per un agente segreto)
- 1967: Fünf gegen Casablanca (Attentato ai tre grandi)
- 1967: Der Gehetzte der Sierra Madre (La resa dei conti)
- 1967: Von Angesicht zu Angesicht (Faccia a faccia)
- 1968: Außergewöhnliche Geschichten (Histoires extraordinaires)
- 1968: Lady Hamilton – Zwischen Schmach und Liebe
- 1968: Die gefürchteten Zwei (Il mercenario)
- 1968: Das verfluchte Haus (Un tranquillo posto di campagna)
- 1969: Fellinis Satyricon (Fellini – Satyricon)
- 1969: Sabata (Ehi amico … c’è Sabata, hai chiuso!)
- 1969: Queimada – Insel des Schreckens (Queimada)
- 1969: Pack den Tiger schnell am Schwanz (Le Diable par la queue)
- 1970: Adios, Sabata (Indio Black, sai che ti dico: Sei un gran figlio di …)
- 1972: Avanti, Avanti! (Avanti!)
- 1972: Der letzte Tango in Paris (Ultimo Tango a Parigi)
- 1972: Pasolinis tolldreiste Geschichten (I racconti di Canterbury)
- 1972: Verflucht, verdammt und Halleluja (E poi lo chiamarono Il Magnifico)
- 1975: Die 120 Tage von Sodom (Salò o le 120 giornate di Sodoma)
- 1974: Erotische Geschichten aus 1001 Nacht (Il fiore delle mille e una notte)
- 1974: Fäuste wie Dynamit (Dallas)
- 1976: 1900 (Novecento)
- 1976: Fellinis Casanova (Il Casanova di Federico Fellini)
- 1976: Die Macht und ihr Preis (Cadaveri eccellenti)
- 1980: Hurricane Rosie (Temporale Rosy)
- 1986: Ginger und Fred (Ginger e Fred)
- 2002: Gangs of New York